# Phong Nột Hanh
Phong Nột Hanh (tiếng Trung: 豐訥亨; 1723 – 1775) là một hoàng thân của nhà Thanh trong lịch sử Trung Quốc, người thừa kế 1 trong 12 tước vị Thiết mạo tử vương.

## Cuộc đời
Phong Nột Hanh sinh vào giờ Mùi, ngày 9 tháng giêng (âm lịch) năm Ung Chính nguyên niên (1723), trong gia tộc Ái Tân Giác La. Ông là con trai trưởng của Giản Cần Thân vương Kỳ Thông A, mẹ ông là Đích Phúc tấn Thư Mục Lộc thị (舒穆祿氏). Năm Càn Long thứ 7 (1742), tháng 12, ông được phong làm Tam đẳng Thị vệ. Năm thứ 8 (1743), tháng 2, lại phong làm Tam đẳng Phụ quốc Tướng quân (三等辅国将军). Năm thứ 16 (1751), thụ phong Thị vệ Ban lãnh (侍卫班领). Năm thứ 24 (1759), tháng 6, ông được bổ nhiệm làm Phó Đô thống Mãn Châu Tương Bạch kỳ. Năm thứ 27 (1762), tháng 6, ban tước Vân Kỵ úy. Tháng 12 cùng năm, ông được giao quản lý sự vụ Kiện Duệ doanh. Năm thứ 28 (1763), tháng giêng, thụ Tương Lam kỳ Hộ quân Thống lĩnh. Tháng 10 cùng năm, phụ thân ông qua đời, ông được thế tập tước vị Giản Thân vương (簡親王) đời thứ 9, tức Trịnh Thân vương đời thứ 10, thụ tước Lĩnh thị vệ Nội đại thần.
Năm thứ 29 (1764), tháng 12, ông được giao quản lý Hỏa khí Doanh đại thần (火器营大臣). Năm thứ 30 (1765), tháng 9, thụ Minh trưởng. Tháng 11, thụ chức Đô thống Mãn Châu Chính Hồng kỳ. Năm thứ 33 (1768), ông bị cách chức Lĩnh Thị vệ Nội đại thần. Sang năm sau (1769), tháng giêng, được tái phong chức Lĩnh Thị vệ Nội đại thần, nhậm Đô thống Hán quân Chính Hoàng kỳ. Năm thứ 38 (1773), tháng 10, quản lý sự vụ Tông Nhân Phủ, Tổng quản Chính Bạch kỳ Giác La học. Tháng 11 cùng năm, bị cách chức ở Tông Nhân phủ. Năm thứ 40 (1775), ngày 11 tháng 12 (âm lịch), giờ Dần, ông qua đời, thọ 53 tuổi, được truy thụy Giản Khác Thân vương (簡恪親王).

## Gia quyến

### Thê thiếp
- Đích Phúc tấn: Nữu Hỗ Lộc thị (鈕祜祿氏), con gái của Phật Trụ (佛柱).
- Trắc Phúc tấn: Hoàn Nhan thị (完顏氏), con gái của Y Nhĩ Thái (伊爾泰).
- Thứ Phúc tấn: 
  - Ngô thị (吳氏), con gái của Ngô Nhị Đạt Sắc (吳二達色).
  - Mã Giai thị (馬佳氏), con gái của Phật Bảo (佛保).
  - Qua Nhĩ Giai thị (瓜爾佳氏), con gái của Cáp Nhĩ Bỉnh A (哈爾炳阿).
  - Hoàn Nhan thị (完顏氏), con gái của Ngũ Lăng A (伍凌阿).
  - Hách Xá Lý thị (赫舍里氏), con gái của Nhị đẳng Thị vệ Đức Khắc Tân (德克新).
  - Cẩm Giai thị (錦佳氏), con gái của Trường Ái Long A (長愛隆阿).

### Con trai
1. Tích Lạp Mẫn (積拉憫; 1750 – 1779), mẹ là Thứ Phúc tấn Ngô thị. Được phong làm Phụng quốc Tướng quân (奉國將軍) kiêm Nhị đẳng Thị vệ. Có sáu con trai.
2. Tích Cáp Nạp (积哈纳; 1758 – 1794), mẹ là Trắc Phúc tấn Hoàn Nhan thị. Năm 1775 được thế tập tước vị Giản Thân vương. Sau khi qua đời được truy thụy Trịnh Cung Thân vương (郑恭親王). Có hai con trai.
3. Y Khanh Ngạch (伊鏗額; 1765 – 1820), mẹ là Trắc Phúc tấn Hoàn Nhan thị. Làm chức Biện sự đại thần (辦事大臣). Có bốn con trai.
4. Diệp Khanh Ngạch (葉鏗額; 1767 – 1812), mẹ là Thứ Phúc tấn Mã Giai thị. Được phong làm Phụng quốc Tướng quân kiêm Nhị đẳng Thị vệ (二等侍衛). Có hai con trai.
5. Nghi Nhĩ Thông Ngạch (宜爾通額; 1769 – 1786), mẹ là Thứ Phúc tấn Hoàn Nhan thị. Vô tự.
6. Nghi Mông Ngạch (宜蒙額; 1773 – 1778), mẹ là Thứ Phúc tấn Hách Xá Lý thị. Chết yểu.
7. Y Di Dương A (伊彌揚阿; 1775 – 1818), mẹ là Thứ Phúc tấn Cẩm Giai thị. Được phong làm Phụng quốc Tướng quân kiêm Tam đẳng Thị vệ. Năm 1871 được truy phong làm Trịnh Thân vương (鄭親王). Có hai con trai.